# 4036 Вајтхаус
4036 Вајтхаус (енгл. 4036 Whitehouse) је астероид главног астероидног појаса са средњом удаљеношћу од Сунца која износи 2,799 астрономских јединица (АЈ).
Апсолутна магнитуда астероида је 12,5.